# Old and New Jams/The Godfather
Old and New Jams/The Godfather è un album raccolta pubblicato nel 1993 da Spoonie Gee sotto l'etichetta BCM.

## Tracce
1. The Godfather
2. Take It Off (Remix)
3. Spoonie Gee
4. She's My Girl
5. Yum Yum
6. I'm All Shook Up
7. Hit Man
8. My Girl (Hey-Hey-Hey)
9. Did You Come to Party
10. Mighty Mike Tyson
11. (You Ain't Just a Fool) You's and Old Fool
12. I'll Serve You Right
13. Spoonin' Rap
14. This Is the Place to Be
15. Street Girl